# Ean Evans
Donald Wayne Evans, detto Ean (Atlanta, 16 settembre 1960 – Columbus, 6 maggio 2009), è stato un bassista statunitense.

## Biografia
Nato ad Atlanta, si è trasferito in Mississippi dopo il matrimonio.
Ha collaborato con gli Outlaws.
Nel 2001, dopo la morte di Leon Wilkeson, è entrato nella formazione del gruppo southern rock Lynyrd Skynyrd.
È morto all'età di 48 anni a causa di un tumore.

## Discografia
con Lynyrd Skynyrd
- 2003 - Vicious Cycle
- 2003 - Thyrty: The 30th Anniversary Collection
- 2004 - Lyve: The Vicious Cycle Tour
- 2005 - Then and Now, Vol. 2
- 2009 - God & Guns
- 2010 - Live from Freedom Hall
- 2011 - Skynyrd Nation

con Evanscapps
- 2005 - Last Time